# Гончарук Марія Юріївна
Марія Юріївна Гончарук (нар. 14 червня 1990, Попудня, Черкаська область, Україна) ― українська співачка, авторка пісень та модель колишня солістка російського гурту «Фабрика».

## Кар'єра
2013 року стала другою віцеміс Україна. Брала участь у конкурсі краси-Miss Blonde Ukraine. Цього ж року стала учасницею музичного шоу «Хочу до ВІА Гри», де дійшла до суперфіналу.
2013-2017-солістка гурту «ДИНАМА». За цей час знято чотири відеоролики на треки: «Я вірю в любов», «Ненормальні» — де авторкою тексту стала Марія, «Це», «Очікування».
З осені 2019 року солістка гурту «ФАБРИКА». Перший вихід на сцену відбувся 2 жовтня 2019 року в Кремлівському палаці на ювілейному вечорі поета Михайла Андрєєва, з піснею «Про любов».
14 лютого 2020 року Фабрика випускає кліп на пісню «Мама Молода» в оновленому складі. Автором композиції став продюсер колективу Ігор Матвієнко. Приспів українською мовою: автор вирішив згадати українське коріння, його батько був родом з України. Виступ на Авторадіо з цією піснею набрав понад 1 млн переглядів.
21 лютого 2020 року гурт разом з продюсером відвідав програму «Вечірній Ургант». 6 березня 2020 року вийшла пісня «Хто вам сказав», автор музики Ігор Матвієнко, слова — Леся Українка, Анна Гріг, Ольга Рівна, Ігор Матвієнко. Ліричне тріо: Марія Гончарук, Тамара Гвердцителі, Валерія співало трьома мовами. Слухачі увінчали композицію як пісню дружби народів.
З іншими учасницями колективу стала героїнею березневої обкладинки журналу «Максим», потрапивши в топ-100 найсексуальніших жінок країни. Гончарук посіла 82 місце в рейтингу.
24 квітня 2020 року вийшла пісня «Подзвони, будь сміливішим» на вірші Михайла Гуцерієва. 
3 грудня 2020 в Кремлівському палаці пройшла щорічна російська національна премія «Вікторія», де «Фабрика» була представлена в номінації — «Найкращий попгурт» з піснею «Подзвони, будь сміливішим».
5 грудня виступили з піснею на щорічному телевізійному фестивалі «Пісня року» у ВТБ арені.
У серпні 2020 року записали й зняли відео на новий трек «Якби я була» з Гошею Куценком — автор слів / музики Ігор Матвієнко.
21 жовтня вийшов сніппет на пісню в креативних образах. Авторкою ідеї та реалізації стала Гончарук. Сам кліп вийшов 23 жовтня 2020.

### Сольна кар'єра
2 грудня 2020 року випустила дебютний сольний трек «Знайду тебе», авторкою музики і слів стала сама виконавиця.